# Dubai Autodrome
Das Dubai Autodrome ist eine FIA-homologierte, permanente Motorsport-Rennstrecke in Dubai (Vereinigte Arabische Emirate).

## Geschichte

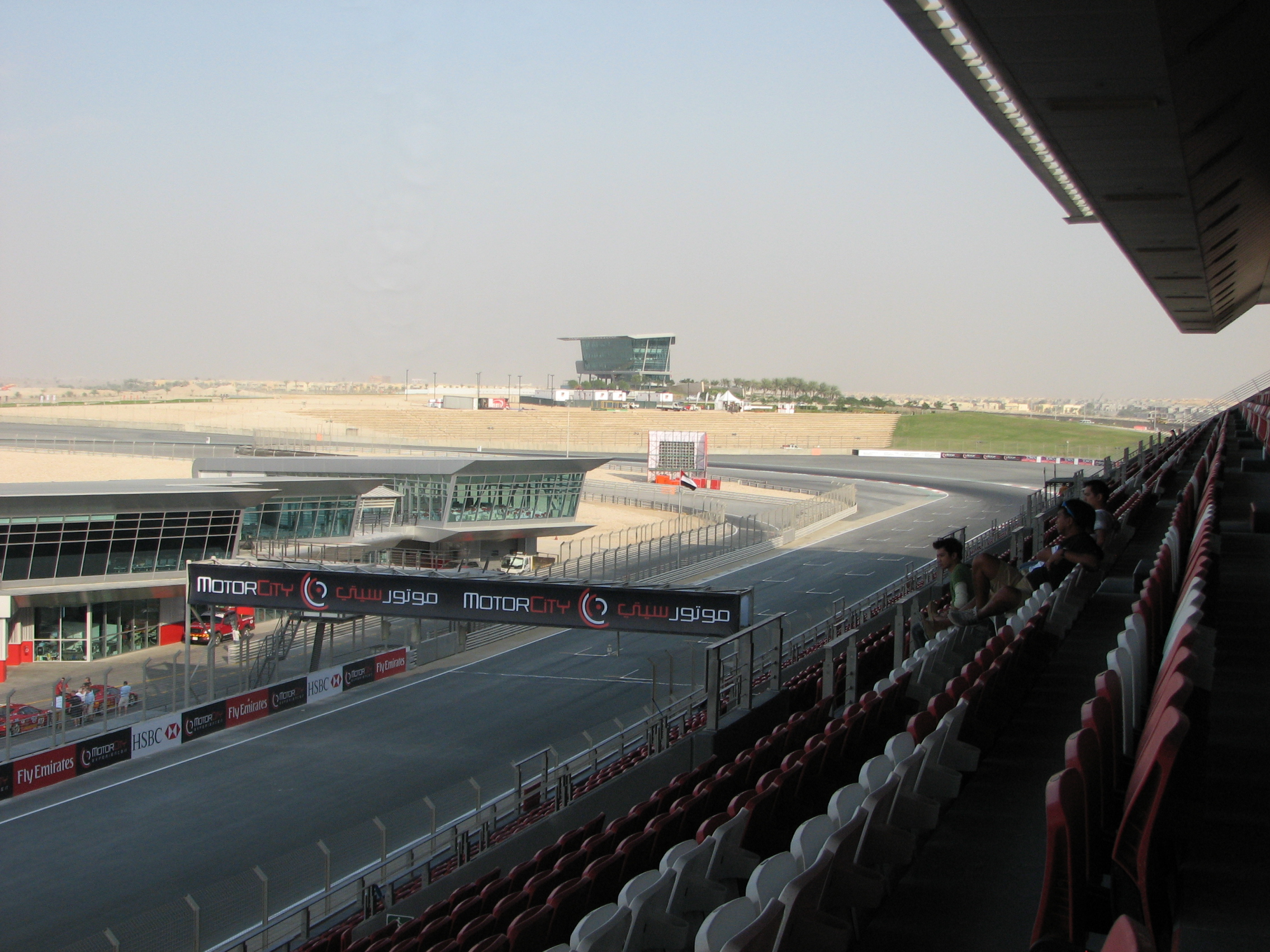
Dubai Autodrome

Im Jahr 2002 wurde der Architekt Clive Bowen aus dem britischen Architektenbüro Apex Circuit Design mit der Planung des Dubai Autodrome beauftragt. Im Oktober 2004 wurde die Rennstrecke eröffnet und gehört zu den modernsten Rennstrecken weltweit. Das Dubai Autodrome war die erste Rennstrecke mit weit asphaltierten Auslaufzonen.

## Streckenbeschreibung
Die Rennstrecke kann in vier verschiedene Rennstreckenvarianten umgebaut werden, außerdem gibt es zwei weitere nicht für den Motorsport ausgelegte Varianten.
Auf dem Gelände des Dubai Autodrome gibt es einen Komplex mit zwei CIK-Zertifizierte-Kartstrecken, den sogenannten Dubai Kartdrome. Die Outdoor-Kartstrecke ist 1,2 km lang und besitzt 17 Kurven, die Indoor-Kartstrecke ist 620 m lang.

## Weitere Streckenvarianten

Nationale Variante: 3,5895 km lang.
Club-Course-Variante: 4,1429 km lang.
Hill-Handling-Variante: 1,7467 km lang.
Oval-Handling-Variante: 1,1227 km lang.

## Veranstaltungen
Auf der Rennstrecke finden nationale, Automobile- und Motorrad Meisterschaftsläufe statt. Von 2004 bis 2006 machte die FIA-GT-Meisterschaft in Dubai halt, die GP2-Asia-Serie besuchte die Rennstrecke zweimal. Seit 2006 findet das 24-Stunden-Rennen von Dubai auf der Rennstrecke statt, welches sich großer internationaler Beliebtheit erfreut. Seit 2021 gastiert die Asian Le Mans Series auf dem Kurs.